# 无锡毫茶

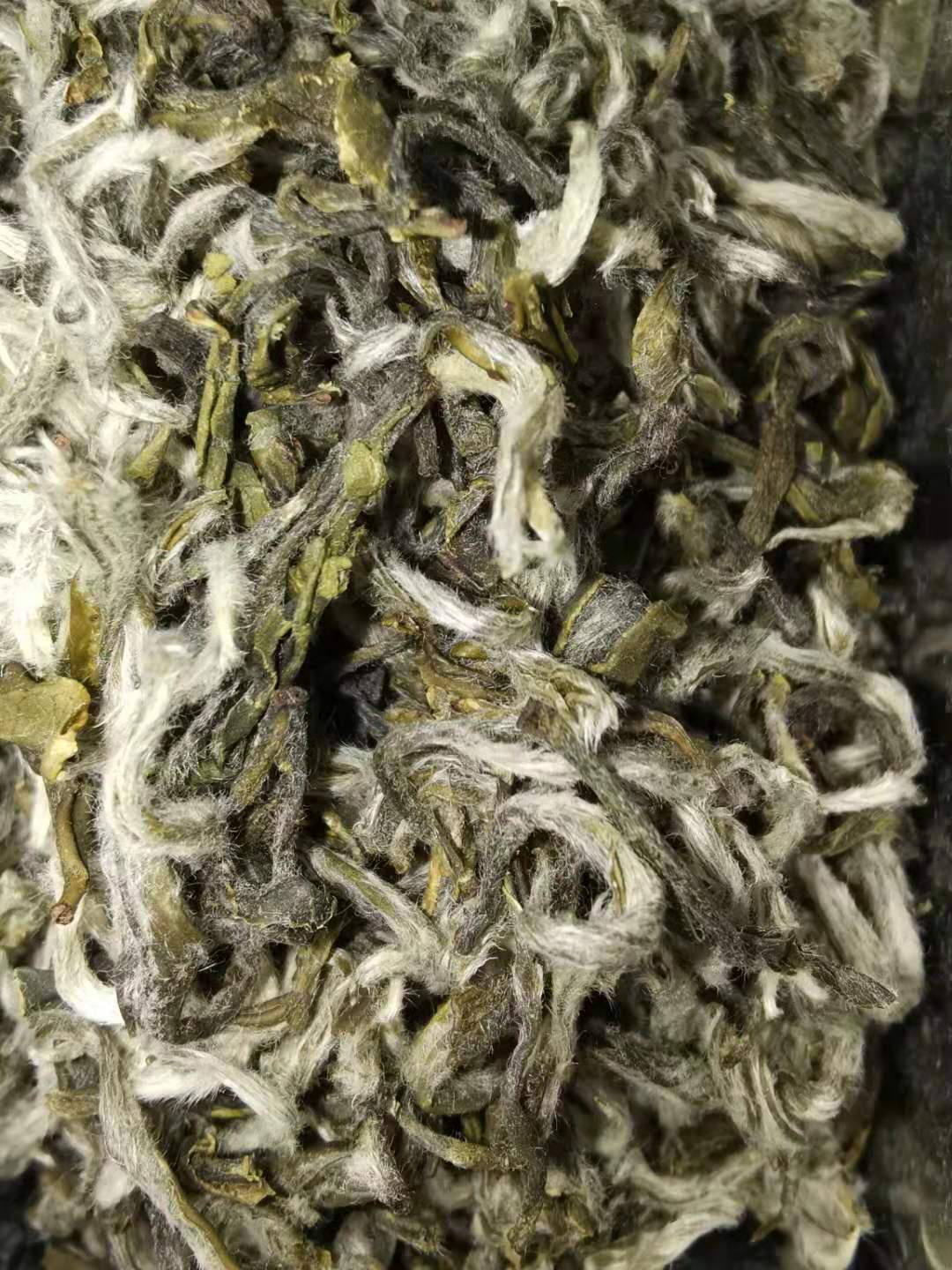
2019年当季节上市的无锡毫茶

无锡毫茶产自无锡市郊，外形肥壮卷曲、身披茸毫。在1986年被商业部定为全国名茶之一。
无锡产茶史悠久，明代画家王绂所画之“竹炉煮茶图”，即无锡惠山寺中一景。